# Nyodes gazelli
Nyodes gazelli is een vlinder uit de familie van de uilen (Noctuidae). De wetenschappelijke naam van deze soort werd in 1973 gepubliceerd door Bernard Laporte.
De soort komt voor in tropisch Afrika.